# Кора (национальный парк)
Кора — национальный парк в Прибрежной провинции Кении, основанный в 1989 году и расположенный в 125 км к востоку от горы Кения. Парк первоначально был утверждён в качестве заповедника в 1973 году, а после убийства Джорджа Адамсона сомалийскими бандитами, в 1989 году был объявлен национальным парком.
Джордж Адамсон почти 20 лет жил в Кора и вместе со своим помощником Тони Фитцджоном реабилитировал львов и леопардов. Также они вместе работали над получением Кора статуса национального парка.

## География
Северная граница парка проходит по реке Тана, по другую сторону которой расположены национальный парк Меру и национальный заповедник Бисанади. Восточная граница проходит по реке Mwitamvisi. На западе Кора граничит с национальным заповедником Мвинги.
Рельеф парка плавно переходит с высоты 490 метров на юго-западе к приблизительно 290 метрам на северо-востоке. Центральный район состоит из волнистого пенеплена. Над равниной возвышаются инзельберги, самыми высокими из которых являются Mansumbi (488 метров), Kumbulanwa (450 метров) и Kora Rock (442 метров). Трещины и щели инзельбергов со временем заполнились землёй из которых стали расти травы, кустарники и небольшие деревья. В парке протекает также несколько сезонных рек.

## Флора и фауна
Основную растительность в парке составляют кустарники акации. На реке Тана произрастают прибрежные леса дум-пальмы и тополя.
В парке наблюдается большое разнообразие животных, среди которых часто встречаются: каракал, гепард, слон, генетта, бегемот, пятнистая гиена и полосатая гиена, леопард, лев, сервал, лесной кот и несколько видов антилоп.

## Экологические проблемы
В 1980-х и 1990-х годах в парке были серьёзные проблемы из-за браконьеров. Джордж Адамсон и двое его помощников были убиты браконьерами в парке в 1989 году. Адамсон был похоронен в парке.

## Туризм
Для увеличения доходов от туризма был построен мост, соединяющий национальные парки Кора и Меру, что являлось мечтой Джорджа Адамсона. Данный мост помог в продолжении новой северной туристической схемы, которая соединяет два парка.
В 2009 году началось восстановление инфраструктуры парка. Планируется расчистить дороги, обновить взлётно-посадочную полосу, построить палаточный лагерь на берегу реки Тана для туристов, а также восстановить лагерь Джорджа Адамсона «Kampi ya Simba». Кроме того, Служба охраны дикой природы Кении рассматривает возможность переместить из перенаселённых национальных парков Кении часть животных в Кора.